# Памятник Станиславу Монюшко (Катовице)
Памятник Станиславу Монюшко (пол. Pomnik Stanisława Moniuszki ) — памятник великому польскому композитору Станиславу Монюшко (1819—1872), творцу польской национальной оперы. Памятник установлен в г. Катовице на площади К. Мярки. Авторы проекта — Винсент Хорембальский и его брат Стефан.

## Описание
Бронзовая фигура С. Монюшко установлена на высоком гранитном постаменте, выполненном в виде органных труб. На цоколе надпись «Монюшко — поющие силезцы. 1930».

## История

Довоенный памятник Станислава Монюшко в Катовице

Торжественно открыт 8 июня 1930 года в 110-ю годовщину со дня рождения композитора при большом стечении народа. На торжествах открытия выступал хор из нескольких тысяч певцов и духовой оркестр, исполнивший «Gaude Mater Polonia» и «Утреннюю песню» Монюшко. На сооружение памятника было собрано более 20 тысяч злотых в виде добровольных пожертвований жителей Силезского воеводства.
В сентябре 1939 года, после оккупации Верхней Силезии Германией памятник был снят с постамента и уничтожен. Реконструкция осуществлена в 1955 году. На восстановление памятника Монюшко вновь было собрано 17 тысяч злотых. Повторное торжественное открытие состоялось 20 сентября 1959 года.